# Henry Clinton
Henry Clinton (16 de abril de 1730 - Londres, 23 de dezembro de 1795) foi um militar e político do exército britânico, mais conhecido pelo seu serviço como general durante a Guerra da Independência Americana.
Chegando a Boston em Maio de 1775, foi o Comandante em chefe britânico na América do Norte de 1778 a 1782. Além do seu serviço militar, devido à influência do 2º Duque de Newcastle, ele foi Membro do Parlamento por muitos anos. No final da vida ele foi nomeado Governador de Gibraltar, mas morreu antes de assumir o posto.

## Vida Inicial

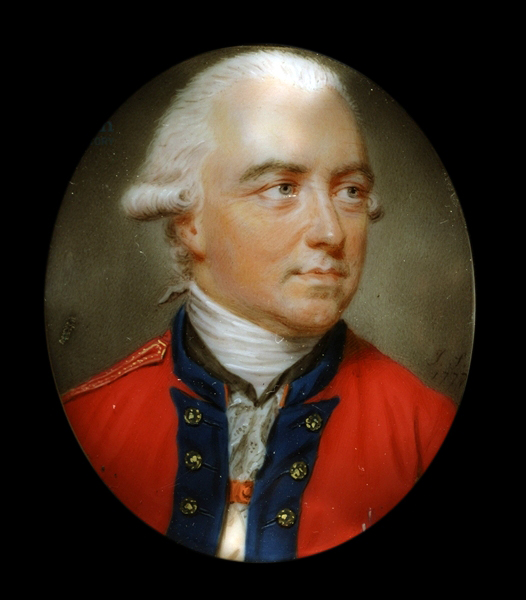
Retrato de Clinton por John Smart, c. 1777.

Henry Clinton nasceu provavelmente em 1730, data colocada em dúvida por alguns historiadores. Seu pai era o Almirante George Clinton e era neto de Sir Francis Fiennes Clinton, 6º Conde de Lincoln. Em 1739, seu pai candidatou-se a governador da Província de Nova Iorque. Ele ganhou o cargo em 1741 com a ajuda do Duque de Newcastle (que era o cunhado de seu irmão), mas na verdade não foi para Nova Iorque até 1743, levando o jovem Henry com ele.
Henry Clinton foi educado em Nova Iorque e começou sua carreira militar juntando-se à milícia local em 1748. Três anos depois, ele voltou para a Inglaterra para entrar no Exército britânico. Ao comprar uma comissão como Capitão no Coldstream Guards, Clinton provou ser um oficial talentoso. Em 1756, o seu pai, depois de terminar o seu mandato como governador de Nova Iorque, regressou a Londres, onde procurou obter para o seu filho uma posição como assessor de Sir John Ligonier.

### Guerra dos Sete Anos
Em 1758, Clinton chegou ao cargo de tenente-coronel no 1º regimento de infantaria, mais tarde renomeado de Grenadier Guards, e foi um comandante de companhia do 2º Batalhão que estava estacionado em Londres. O 2º Batalhão foi enviado para a Alemanha para participar da Guerra dos Sete Anos, chegando a Bremen em 30 de Julho de 1760, juntando-se depois ao Exército principal, integrando a unidade militar de Conway perto de Warberg. Jorge II morreu em 25 de Outubro de 1760 e Clinton, juntamente com todos os oficiais do Regimento, estava entre os listados para renovação de comissões por Jorge III, em Londres, em 27 de outubro de 1760.
Clinton regressou ao 2º Batalhão em Fevereiro de 1761, na cidade de Paderborn e com ele esteve envolvido na Batalha de Villinghausen em 16 de Julho de 1761, então sob o comando do Príncipe Fernando, e na travessia do Diemel, perto de Warburg, em Agosto, antes da paragem de inverno, perto de Bielefeld. O seu pai morreu nesse ano, levando-o a regressar a Inglaterra para resolver assuntos familiares.
Em 1762, a unidade, parte da força liderada pelo Príncipe Fernando, esteve na Batalha de Wilhelmsthal em 24 de junho de 1762. Após essa batalha, eles cortaram as linhas de abastecimento francesas nas zonas altas de Homberg em 24 de Julho de 1762, colocando artilharia nessa posição. Foi durante essa missão que a unidade perdeu o seu oficial comandante, o General (Coronel) Júlio César, que morreu em Elfershausen onde está enterrado.
Clinton, agora um coronel (antiguidade datada de 24 de Junho de 1762), foi nomeado assessor de campo do Príncipe Fernando no início de 1762 e estava com ele quando ele atacou o Príncipe de Condé, Luís José, na Batalha de Nauheim em 30 Agosto de 1762. O Príncipe Fernando foi ferido durante a batalha e Clinton foi ferido gravemente forçando-o a abandonar o combate. Este e o consequente Cerco de Cassel, foram as últimas acções da unidade de Clinton na Guerra dos Sete Anos, regressando depois a Inglaterra. Clinton distinguiu-se como ajudante de campo do príncipe, com quem estabeleceu uma amizade duradoura.

## Guerra Revolucionária Americana
A participação de Clinton na Guerra da Independência Americana começou de forma auspiciosa. Chegou com o Major-general William Howe, e depois da Batalha de Bunker Hill, serviu na captura bem-sucedida da cidade de Nova Iorque e na Batalha de Long Island, o que lhe valeu o grau de Tenente-general e a adesão à honrada Ordem do Banho como Cavaleiro do Império Britânico, o que lhe conferiu o título de Sir.
Depois do General William Howe ter enviado o seu exército para tomar Filadélfia em vez de o mobilizar para o rio Hudson, de forma a apoiar Burgoyne em Saratoga, foi destituído do seu cargo e Clinton foi promovido a Comandante em chefe das forças da Grã-Bretanha na América do Norte em 1778. Clinton supervisionou a concentração de tropas britânicas no antigo estado de Nova Iorque e capturou com sucesso Charleston (Carolina do Sul) em 1779. No entanto, a persistente inépcia do General Cornwallis, causou-lhe consternação e a derrota em Yorktown em 1781.
Como Comandante em chefe, Clinton foi considerado culpado pela perda das Treze Colônias e foi substituído por Sir Guy Carleton após a derrota em Yorktown.

## Final de Carreira
Em 1783, ele publicou uma Narrativa da Campanha de 1781 na América do Norte em que tentou culpar o General Cornwallis pelas falhas da campanha de 1781. Isso levou a uma resposta pública de Cornwallis, que fez as suas próprias críticas a Clinton. Clinton também retomou seu lugar no Parlamento, servindo até 1784.
Pouco de sabe do que Sir Henry fez entre 1784 até ser reeleito para o Parlamento em 1790 por Launceston, na Cornualha, um município controlado pelo seu primo Newcastle. Três anos depois, em Outubro de 1793, Clinton foi promovido a General completo. Em Julho do ano seguinte, ele foi nomeado governador de Gibraltar, mas morreu em Portland Place antes de poder assumir esse cargo.
Ele foi enterrado na Capela de São Jorge, Windsor, no Castelo de Windsor.

## Legado
O legado de Sir Henry Clinton aos olhos dos historiadores tem sido misturado. Ele manteve o comando na América durante quatro anos, terminando em desastre e derrota, e, como resultado, ele é amplamente visto como culpado pela derrota. O biógrafo William Willcox, em sua análise do mandato de Clinton na América do Norte, observa que às vezes "as idéias de Sir Henry não concretizadas por razões que se enquadram em algum lugar dentro de si mesmo" e que ele e o Almirante Graves "aparentemente ignoraram o perigo " de Grasse em 1781.
No entanto, Willcox observa que os planos de campanha que Clinton formulou para 1777, 1779 e 1780 foram frustrados por eventos externos que ele não conseguiu controlar, e Willcox geralmente culpa Cornwallis pelo fracasso da campanha na Carolina do Sul. Em contraste, os biógrafos de Cornwallis, Franklin e Mary Wickwire, apontam que os fracassos de Cornwallis são pelo menos parcialmente atribuíveis às directivas de Clinton que o deixaram com tropas com uma força relativamente inadequada e linhas de fornecimento irregulares.
O major James Wemyss, que serviu sob Clinton, escreveu que ele era "um oficial honorável e respeitável da escola alemã, tendo servido sob o Príncipe Fernando da Prússia e o Duque de Brunswick. Vain, aberto a lisonjas e de grande aversão a todos negócios não militares, muitas vezes induzido em erro por ajudantes e favoritos ", mas também referiu que os interesses de Clinton eram estreitos e que ele estava paralisado pela auto desconfiança. O coronel Sir Charles Stuart descreveu-o como "tolo o suficiente para comandar um exército quando ele é incapaz de comandar uma tropa de cavalo". No entanto, o historiador Piers Mackesy escreve que ele era "um general muito capaz no campo".
As cartas do General Sir Henry Clinton durante a Guerra Revolucionária podem ser encontradas nos papéis políticos de seu primo, Henry Pelham-Clinton, na Coleção Newcastle (Clumber) em Manuscritos e Coleções Especiais, Serviços de Informação da Universidade de Nottingham.
Em 1937, a Biblioteca William L. Clements adquiriu na Biblioteca da Universidade de Michigan uma série de manuscritos pertencentes a Clinton. Eles foram primeiro ordenados e organizados pelo historiador colonial americano Howard Henry Peckham e agora fazem parte da colecção dessa biblioteca.